# Wydział Inżynierii Materiałowej Politechniki Warszawskiej
Wydział Inżynierii Materiałowej Politechniki Warszawskiej − wydział Politechniki Warszawskiej. 
Wydział został utworzony w 1991 roku, lecz jego tradycje sięgają 1920 roku, kiedy to na Wydziale Mechanicznym powstała Katedra Technologii Metali z Zakładem Metalurgicznym. 
Wydział jest jednym z czołowych ośrodków naukowo-badawczych i dydaktycznych w dziedzinie inżynierii materiałowej zarówno w Polsce, jak i na świecie. W ocenie parametrycznej jednostek naukowych, prowadzonej przez Komitet Ewaluacji Jednostek Naukowych w roku 2018, Wydział Inżynierii Materiałowej uzyskał kategorię A+, co potwierdza wysoki poziom działalności naukowej.
Wydział Inżynierii Materiałowej mieści się w pięciu budynkach: Gmachu Inżynierii Materiałowej przy ul. Wołoskiej 141, Gmachu Nowym Technologicznym przy ul. Narbutta 85, Gmachu Nowym Lotniczym przy al. Niepodległości 222, Gmachu Aerodynamiki (MEiL) przy ul. Nowowiejskiej 24 oraz Budynku „Bytnara” przy ul. Janka Bytnara „Rudego” 25.

## Władze
- Dziekan: prof. dr hab. inż. Anna Boczkowska
- Prodziekan ds. Ogólnych i Nauki: dr hab. inż. Tomasz Wejrzanowski
- Prodziekan ds. Kształcenia: dr hab. inż. Joanna Zdunek
- Prodziekan ds. Studenckich: dr inż. Rafał Wróblewski

## Historia
Początki inżynierii materiałowej na Politechnice Warszawskiej sięgają 1920, kiedy na Wydziale Mechanicznym powstała Katedra Technologii Metali z przynależnym do niej Zakładem Metalurgicznym. Kierownikiem tej katedry i zakładu był w latach 1920–1939 prof. Witold Broniewski, wychowanek, a następnie współpracownik chemika francuskiego o światowej sławie – prof. Henry'ego Le Chateliera. Wpływ na inżynierię materiałową na uczelni miała też Katedra Metalurgii i Metaloznawstwa istniejąca w latach 1929–1939 na Wydziale Chemicznym Politechniki, kierowana przez prof. Jana Czochralskiego, któremu światową sławę przyniosły głównie badania w dziedzinie krystalizacji metali. 
Po II wojnie światowej kontynuatorem działalności prof. Broniewskiego był prof. Kornel Wesołowski, kierujący Katedrą Metaloznawstwa na Wydziale Mechanicznym, a następnie Mechanicznym Technologicznym w latach 1949–1969. 
Oprócz Katedry Metaloznawstwa na Wydziale Mechanicznym Technologicznym istniała w latach 1961–1970 Katedra Materiałoznawstwa na Wydziale Mechanicznym Energetyki i Lotnictwa, której kierownikiem był od 1965 roku prof. Stanisław Jaźwiński, który zwrócił zainteresowania Katedry w kierunku nowej dyscypliny naukowej nazwanej Inżynierią Materiałową.
W 1970 roku nastąpił reorganizacja struktury Politechniki. W wyniku tego Katedra Metaloznawstwa na Wydziale Mechanicznym Technologicznym została przekształcona na Instytut Materiałoznawstwa, a z Katedry Materiałoznawstwa na Wydziale MEiL utworzono międzyresortowy Instytut Inżynierii Materiałowej. W 1975 roku dokonano połączenia tych dwóch Instytutów w jeden Instytut na prawach Wydziału nazwany Instytutem Inżynierii Materiałowej. 
W ciągu kilku lat proces rozwoju Instytutu Inżynierii Materiałowej doprowadził do tego, że stał się on w znacznym stopniu samodzielną jednostką dydaktyczną, w związku z tym został on w październiku 1991 roku podniesiony do rangi Wydziału.

## Zakłady
- Zakład Inżynierii Powierzchni
- Zakład Materiałów Ceramicznych i Polimerowych
- Zakład Materiałów Konstrukcyjnych i Funkcjonalnych
- Zakład Projektowania Materiałów